# Byggnadsbestämmelser för luftfartyg
Enligt den internationella organisationen International Civil Aviation Organization, ICAO, måste alla luftfartyg som används i ett annat land än där det är registrerat vara godkänt (certifierat) enligt en internationellt erkänd byggnadsbestämmelse för luftfartyg. ICAO anger i Annex 8, “Airworthiness of aircraft”, grunderna för vilka krav som skall uppfyllas i sådana bestämmelser. Sålunda har tidigare olika byggnadsbestämmelser utvecklats i bl.a. USA, Sovjetunionen/Ryssland, Frankrike, England och Tyskland. 
De europeiska länderna har emellertid gått samman och utvecklat gemensamma europeiska bestämmelser. Behovet blev uppenbart när det engelsk-franska överljudsplanet Concorde skulle utvecklas. De europeiska bestämmelserna utvecklades av JAA 1)(se not), och kallas för JAR, Joint Aviation Requirements, oftast följt av två siffror som anger kategorin av luftfartyg. Dessa två siffror är desamma som används för motsvarande bestämmelser, som utvecklats och utvecklas av USA:s Federal Aviation Administration, FAA,  nämligen FAR, Federal Aviation Regulations. Således betyder FAR 25 de av FAA utgivna bestämmelserna som gäller för tunga passagerarflygplan. Motsvarande europeiska bestämmelse heter JAR-25, som bygger på äldre nationella bestämmelser och FAR 25. Det europeiska samarbetet har emellertid på senare år utvecklats vidare med skapande av en gemensam europeisk myndighet European Aviation Safety Agency, EASA, vars bestämmelse för tunga passagerarflygplan heter EASA CS-25, som i huvudsak är identisk med JAR-25. 
Även om bestämmelserna kontinuerligt modifieras saknar inte de gamla bestämmelserna betydelse. I samband med modifieringar av ett luftfartyg och vid haveriutredningar är det väsentligt att veta mot vilken bestämmelse och vilken utgåva (Amendment) av bestämmelsen, som luftfartyget var certifierat. De flesta europeiska luftfartyg från 1980-talet och framåt har således certifierats mot JAR-bestämmelserna, bland andra Saab 340 och Saab 2000 och dessutom mot FAA-bestämmelserna.
I nedanstående tabell visas de olika bestämmelser som moderna flygplan har certifierats eller certifieras mot samt exempel på luftfartyg i aktuell kategori. Strängast av de olika bestämmelserna är i huvudsak de som gäller för stora passagerarflygplan respektive stora helikoptrar.
| Kategori av luftfartyg                                                                         | Europeiska bestämmelser | FAA-bestämmelser              | Exempel                                                                    |
| ---------------------------------------------------------------------------------------------- | ----------------------- | ----------------------------- | -------------------------------------------------------------------------- |
| Stora passagerarflygplan, eg. Large aeroplanes (EASA) resp. Transport category airplanes (FAA) | EASA CS-25, JAR-25      | FAR 25                        | Airbus alla typer, Boeing alla moderna typer, Saab 340, Saab 2000          |
| Lätta flygplan (normal, utility, aerobatic & commuter aeroplanes)                              | EASA CS-23, JAR-23      | FAR 23, även Primary Category | Cessna 402, Cessna 172, Piper PA-28, Malmö Flygindustri MFI-9, Saab MFI-15 |
| Segelflygplan och motorsegelflygplan (sailplanes and powered sailplanes)                       | EASA CS-22, JAR-22      |                               | Glaser-Dirks, Grob, Schempp-Hirth, Schleicher                              |
| Mycket lätta flygplan (Very light aeroplanes)                                                  | EASA CS-VLA, JAR-VLA    | tillägg till JAR-VLA          | Aero AT-3, Issoire Aviation APM 20, Zenair CH2000                          |
| Ultralätta flygplan (Ultralight aeroplanes)                                                    | Nationella bestämmelser |                               | Tecnam P92 Echo, Voyageur II, Zenair CH 601 UL                             |
| Stora/tunga helikoptrar (Large helicopters)                                                    | EASA CS-29, JAR-29      | FAR 29                        | Bell 222, Sikorsky S-76                                                    |
| Lätta/små helikoptrar (Small helicopters)                                                      | EASA CS-27, JAR-27      | FAR 27                        | Bell 206, Robinson R 22, Schweizer 269, Cabri G2                           |
| Mycket lätta helikoptrar (Very light rotorcraft)                                               | EASA CS-VLR, JAR-VLR    |                               |                                                                            |
| Varmluftsballonger (Hot air balloons)                                                          | Nationella bestämmelser | FAR 31                        | Cameron, Colt, Lindstrand, Viking                                          |

Äldre FAA-bestämmelser och europeiska nationella bestämmelser använder inte de sifferkoder, som anges i ovanstående tabell.
JAR-bestämmelserna är inte tillgängliga på Internet för var och en.
1) som också utvecklats från 4 nationer till alla Europas nationer